# Herodes Antipas
 For alternative betydninger, se Herodes. (Se også artikler, som begynder med Herodes)
Herodes Antipas, der var søn af Herodes den Store, regerede som landshøvding (tetrark) i Galilæa (4 f.Kr. til
39 e.Kr.). Ifølge Det Ny Testamente lod han Johannes Døberen henrette og forhørte Jesus, før Pilatus' domfældelse af ham.